# شمس‌الدین دوم
ملک شمس‌الدین محمد دوم یکی از پادشاهان سلسلهٔ آل کرت بود که پس از وفات پدرش، ملک غیاث‌الدین کرت، برای مدت کوتاهی بین سال‌های ۷۲۹ تا ۷۳۰ هجری قمری (حدوداً ۱۳۲۹–۱۳۳۰ میلادی) بر منطقهٔ هرات و خراسان حکومت کرد. وی دومین فرمانروایی بود که در میان فرزندان غیاث‌الدین برای دستیابی به قدرت تلاش کرد، اما حکومت او بسیار کوتاه و با ناآرامی‌های داخلی همراه بود.

## پیشینه خانواده گی
ملک شمس‌الدین دوم فرزند ملک غیاث‌الدین_کرت بود؛ پادشاه قدرتمند آل_کرت که بر هرات و خراسان سلطه داشت و در دوران او، این منطقه به اوج شکوفایی رسید. پس از وفات غیاث‌الدین، میان پسران او نزاع برای جانشینی درگرفت. ملک شمس‌الدین توانست تاج‌وتخت را برای مدت کوتاهی تصاحب کند.

## دوران حکومت
حکومت ملک شمس‌الدین بسیار کوتاه و متزلزل بود. در این زمان، هنوز قدرت و نفوذ پدرش در منطقه به قوت خود باقی بود و مردم و بزرگان از تضعیف سلسله در نتیجهٔ درگیری‌های خانوادگی بیم داشتند. برخی منابع اشاره کرده‌اند که وی نتوانست مشروعیت کامل در نزد درباریان و مردم به دست آورد. برادرش، ملک_حافظ_کرت، علیه او شورید و توانست با پشتیبانی برخی امرا و نظامیان، حکومت را از او بگیرد.

## روابط مذهبی
با توجه به دورهٔ بسیار کوتاه حکومت او، شواهد چندانی از فعالیت‌های سیاسی یا مذهبی وی در دست نیست. با این حال، مانند دیگر اعضای خاندان کرت، پیرو مذهب اهل_سنت و جماعت و فقه حنفی بود.

## سقوط و مرگ
در سال ۷۳۰ هجری قمری، تنها یک سال پس از آغاز حکومت، ملک شمس‌الدین دوم از قدرت برکنار شد و برادرش، ملک حافظ کرت، جای او را گرفت. منابع تاریخی دربارهٔ سرنوشت شمس‌الدین پس از عزلش سکوت کرده‌اند؛ احتمال می‌رود که یا به تبعید فرستاده شده باشد یا در هرات درگذشته باشد.

## میراث
با وجود کوتاهی دوران پادشاهی‌اش، ملک شمس‌الدین دوم بخشی از انتقال قدرت میان فرزندان غیاث‌الدین کرت بود که در نهایت به قدرت رسیدن ملک حسین کرت ختم شد؛ کسی که یکی از مهم‌ترین پادشاهان آل کرت به شمار می‌رود. دورهٔ شمس‌الدین نشانگر شکنندگی سیاسی پس از مرگ یک پادشاه مقتدر در ساختارهای پادشاهی نیمه‌متمرکز در ایران و خراسان بود.